# Holubeč
Holubeč (německy Holubschen) je malá vesnice, část města Hostouň v okrese Domažlice v Plzeňském kraji. Nachází se asi 4,5 kilometru severně od Hostouně. Prochází zde silnice II/195. Holubeč je také název katastrálního území o rozloze 2,02 km².

## Historie
První písemná zmínka o vesnici pochází z roku 1379.

## Obyvatelstvo
| Rok            | 1869 | 1880 | 1890 | 1900 | 1910 | 1921 | 1930 | 1950 | 1961 | 1970 | 1980 | 1991 | 2001 | 2011 | 2021 |
| -------------- | ---- | ---- | ---- | ---- | ---- | ---- | ---- | ---- | ---- | ---- | ---- | ---- | ---- | ---- | ---- |
| Počet obyvatel | 184  | 175  | 173  | 189  | 201  | 201  | 180  | 76   | 48   | 41   | 62   | 75   | 80   | 74   | 83   |
| Počet domů     | 27   | 30   | 31   | 36   | 37   | 37   | 38   | 20   | 62   | 11   | 12   | 15   | 18   | 17   | 18   |

## Obecní správa
Při sčítání lidu v letech 1850–1979 Holubeč byla samostatnou obcí, se kterým patřila nejprve do okresu Horšovský Týn (v letech 1850–1910 Horšův Týn), ale od roku 1960 v okrese Domažlice. Od 1. července 1979 je částí města Hostouň v okrese Domažlice. V letech 1850–1979 k obci patřily Babice a Skařez a v letech 1961–1979 také Mělnice, Přes a Sychrov.

## Pamětihodnosti
- Kaple Panny Marie Bolestné